# Vila Nova do Ceira
Vila Nova do Ceira é uma freguesia portuguesa do município de Góis, com 19,7 km² de área e 931 habitantes (censo de 2021). A sua densidade populacional é 47,3 hab./km².

## Geografia
A localidade é atravessada por dois importantes cursos de água, o rio Ceira (afluente do Mondego), e o rio Sotão, afluente do Ceira. Os dois rios confluem na localidade de Cabril, um pouco antes de um dos locais de maior beleza da povoação, o Cerro da Candosa, na base do qual o rio Ceira passa num apertado desfiladeiro (Cabril do Ceira).
Vila Nova do Ceira é nome moderno desta freguesia que até 1927 era chamada “Várzea de Góis”. Aliás, a designação popular do povoado ainda hoje é Várzea, o que também dá uma ideia da sua geografia.
A freguesia é composta por várias povoações:
- Várzea Grande - onde se situa a Igreja Matriz e a sede da junta de freguesia
- Várzea Pequena
- Inviando
- Murtinheira
- Monteira
- Sacões
- Carapinhal
- Juncal
- Telhada
- Campelo
- Passô
- Linteiro
- Casal da Ribeira
- Terras
- Picarotos
- Cova do Barro
- Chão dos Santos
- Cabril
- Topa
- Chapinheira
- Cerejal
- Formiga
- Vergada, Balsas
- Cruzinhas
- Oliveirinhas
- Vale de Oleiros
- Val de Egas
- Caracol
- Rojão
- Fonte de Soito
- Santo Velho
- Barreiro
- Mata
- Figueirinhas
- Farroiba.

## Demografia
A população registada nos censos foi:
| Ano  | 0-14 Anos | 15-24 Anos | 25-64 Anos | > 65 Anos |
| 2001 | 115       | 129        | 481        | 272       |
| 2011 | 107       | 61         | 450        | 311       |
| 2021 | 88        | 76         | 431        | 336       |

## Património cultural
- Igreja Matriz
- Ermida de Nossa Senhora da Candosa

## Espaços naturais
- Praia fluvial das Canaveias
- Cerro da Candosa